# Толуен
Толуен або толуол — гомолог бензену.

## Загальна характеристика
В молекулі толуену метильна група викликає зміну р-електронної густини на атомах вуглецю бензенового кільця. Метильна група є електронодонорним замісником, відштовхує від себе електрони. Зміщуючи в толуені електронну пару в бік бензенового ядра, вона порушує рівномірність розподілу в ньому р-електронної хмари, збільшує густину електронів у положеннях 2, 4, 6 і ці місця зазнають «атаки» електрофільних реагентів. У зв'язку з цим підвищується реакційна здатність бензенового ядра у реакціях електрофільного заміщення. Толуен легше вступає в реакції заміщення по бензеновому ядру, ніж незаміщений бензен.
Толуен — безбарвна рідина; tкип = 110,6 °С.

## Одержання
У великій кількості присутній у кам'яновугільній смолі та продуктах нафтопереробки. Виділяють з продуктів каталітичного риформінгу бензинів послідовною селективною екстракцією та ректифікацією.
Його отримують з продуктів сухої перегонки кам'яного вугілля і в процесі дегідроциклізації гептану.

## Використання
Толуен широко використовується в хімічній промисловості. Застосовують для одержання вибухових речовин (тринітротолуол), фарбників, для синтезу різних сполук та як розчинник. Має сильну наркотичну дію. ГДК 50 мг/м³. Толуен широко використовується в реакціях органічного синтезу. Так само толуол сумно відомий як галюциногенний препарат, популярний серед токсикоманів. Толуол у чистому вигляді в роздріб купити практично неможливо тому токсикоманами вживаються толуолвмісні речовини, такі як наприклад «розчинник 646» або різні марки клеїв та іншої побутової та будівельної хімії.